# Straight Flush (B‑29 Superfortress)
Le Straight Flush (prononcé en anglais : [streɪt flʌʃ]) est un bombardier américain Boeing B-29 Superfortress ayant participé à la mission de bombardement atomique d'Hiroshima, à la fin de la Seconde Guerre mondiale. Son nom fait référence à une combinaison gagnante au poker : la Quinte flush.
Le 6 août 1945, le Straight Flush est chargé d'une mission de reconnaissance météorologique au-dessus d’Hiroshima, quelques heures avant l’arrivée de l'Enola Gay.  Son objectif est de vérifier si les conditions permettent un bombardement visuel.
Son rapport confirme un ciel suffisamment dégagé, ce qui conduit au choix définitif d’Hiroshima comme cible. L'Enola Gay met le cap sur Hiroshima, transportant à son bord la bombe atomique surnommée Little Boy, qui sera larguée sur la ville japonaise, provoquant des destructions sans précédent.
Le Straight Flush ne participe pas à la seconde attaque atomique sur Nagasaki ; cette fois, c’est l'Enola Gay lui-même qui assure le rôle d’avion de reconnaissance météorologique pour cette mission.

## Seconde Guerre mondiale

### Construction et caractéristiques

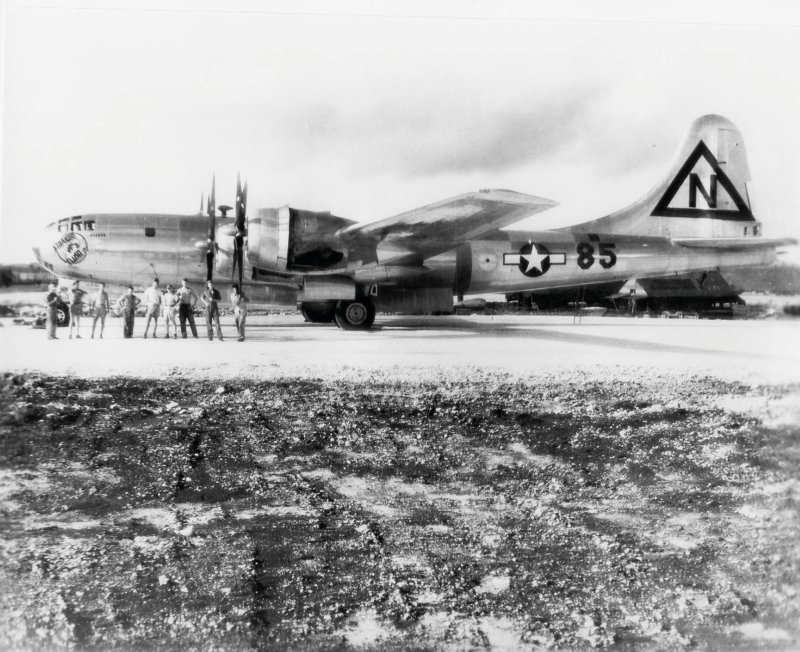
Le Straight Flush avec le marquage de queue triangle N.

L'armée de l'air américaine mit en place le projet Alberta et le programme Silverplate dans le but de modifier des bombardiers B-29 pour leur permettre de larguer des armes nucléaires.
Le général Henry Harley Arnold ordonna personnellement que quatorze avions soient mis à disposition pour transporter la bombe atomique ainsi que les instruments nécessaires au soutien des attaques nucléaires et quatorze B-29 modifiés furent disponibles au 1er janvier 1945.
Un total de 65 bombardiers B-29 Silverplate furent produit pendant la guerre.
Le Straight Flush (numéro de modèle B-29-55-MO, numéro de série 44-27301,) est l'un des 531 bombardiers B-29 construit par la Glenn L. Martin Company dans son usine de bombardiers de Bellevue au Nebraska, jouxtant l'actuelle base aérienne Offutt.
Le bombardier Straight Flush tire son nom de la passion du pilote Claude Eatherly et de son copilote Ira Cecil Weatherly Jr pour le poker. Lors de missions de bombardement conventionnelles, ils jouaient aux cartes en vol, l’appareil étant brièvement placé en pilote automatique.
L'avion est réceptionné par l'United States Army Air Forces le 6 aout 1945, le même jour qu’un autre B-29 (l'Enola Gay) larguait sa bombe atomique sur Hiroshima, au Japon,.

### Déploiement à Tinian

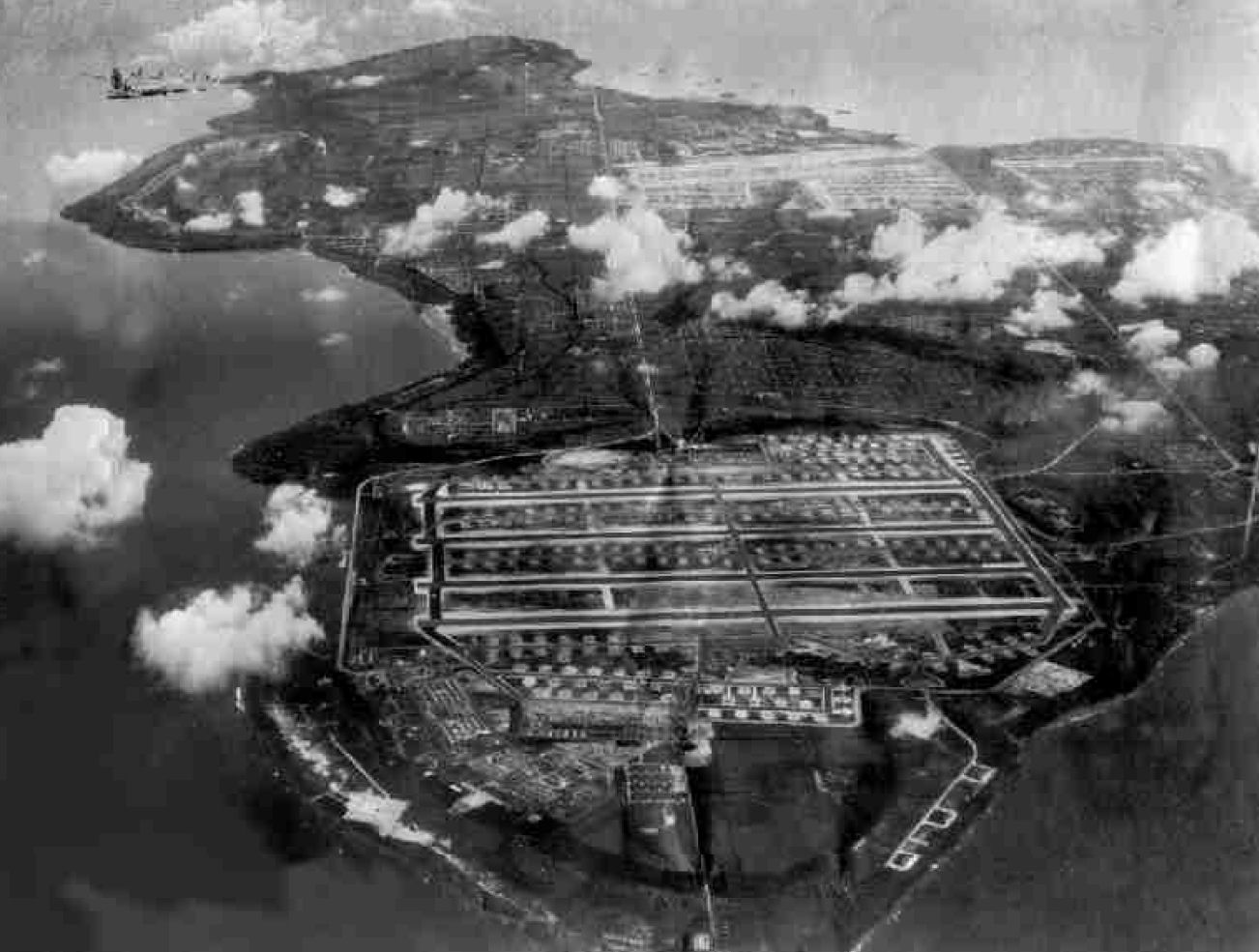
Vue aérienne de la base navale de Tinian en 1945

La conquête de Tinian et des îles Mariannes permit l'établissement de bases-clés pour la poursuite de l'offensive dans le Pacifique et tout en mettant le Japon à portée des forces aériennes américaines.
À cette époque, quatre groupes de combat aérien furent affectés des missions de bombardement aérien contre le Japon : le 6th BG, le 39th BG (en), le 444th BG (en) et le 497th BG (en).
Le 393d Bomb Squadron détaché du 504th BG (en) et électionné en raison de son expérience dans les missions en mer ouverte, acquise au-dessus de la mer des Caraïbes, se joignit à d'autres unités pour former le 509th Composite Group,, le 11 juin 1945.
Le 509th CG fut commandé par Paul Tibbets,.
Afin de préserver le secret entourant le 509th CG et de tromper les services de renseignement japonais, les quinze bombardiers B-29 de cette unité furent délibérément dotés des marquages distinctifs d'autres groupes de la  20th Air Force,.
Ces marquages distinctifs étaient attribués par groupe de trois avions au sein du 509th CG dans le but de dissimuler les vols de reconnaissance effectués en binôme au-dessus ou à proximité du Japon, en les faisant passer pour des missions ordinaires de groupes réguliers. L’utilisation d’insignes déjà en service contribua ainsi à masquer les préparatifs des opérations spéciales menées par l’unité 509th CG.
Il avait initialement reçu le Victor number, 5[réf. souhaitée], mais le 1er août 1945[réf. souhaitée],  il fut doté des marques de queue triangle N (en) du 444th BG (en), et son Victor number fut changé en 85[réf. souhaitée] afin d’éviter toute confusion avec les véritables appareils du 444th Bombardment Squadron (en)[réf. souhaitée].
En attendant la réception des bombes atomiques, le 509th CG  participa à 51 missions de bombardement conventionnelles en utilisant des pumpkin bombs.

### Bombardement atomique d'Hiroshima

Les trajets des deux missions atomiques.

Le 6 aout 1945, lorsque l’équipage de l'Enola Gay décolle de l’île de Tinian, il ne sait pas encore quelle ville sera visée par le bombardement atomique. 
Les États-Unis ont en effet désigné quatre cibles potentielles : Kokura, Niigata, Nagasaki et Hiroshima,.
Quelques heures plus tôt, un autre appareil, le Straight Flush, a été envoyé en mission de reconnaissance météorologique au-dessus au-dessus d'Hiroshima.
À 0h37, les trois bombardiers B-29, Straight Flush, Jabit III (en) et Full House (en), décollent séparément, chacun étant chargé d’évaluer les conditions météorologiques respectivement au-dessus d’Hiroshima, de Kokura et de Nagasaki,.
À 7h09, une alerte aérienne retentit à Hiroshima : le Straight Flush survole alors le nord de la ville'. Après ce bref passage, l’appareil s’éloigne, et les autorités locales, pensant que la menace est écartée, lèvent l’alerte, à 7h31.
Ce qu’elles ignorent, c’est que le pilote du Straight Flush vient tout juste de transmettre un message crucial à l'Enola Gay : 
 

« Couverture nuageuse inférieure à 3/10 sur toutes les cibles.
Conseil : bombarder la cible principale,. »

L'Enola Gay met alors le cap sur Hiroshima, qui devient la cible finale.
Les radars japonais détectent ensuite, à haute altitude, les appareils Enola Gay, The Great Artiste et Necessary Evil ; toutefois, leur nombre réduit ne permet pas de suspecter une attaque d’envergure, ce qui ne justifie pas le déclenchement d’une nouvelle alerte.
A 8h15, l’explosion détruit environ 12 kilomètres carrés du centre-ville. La boule de feu rase une grande partie de la zone urbaine, provoque d'importants incendies et génère des vents de souffle extrêmes projetant corps et débris. Environ 80 000 personnes périssent instantanément.
| Avion             | Commandant                             | Victor Number, | Rôle dans la mission                         |
| Straight Flush    | Capitaine Claude Eatherly              | 85             | Reconnaissance météorologique (Hiroshima)    |
| Jabit III (en)    | Capitaine John A. Wilson               | 71             | Reconnaissance météorologique (Kokura)       |
| Full House (en)   | Capitaine Ralph R. Taylor              | 83             | Reconnaissance météorologique (Nagasaki)     |
| Enola Gay         | Colonel Paul Tibbets                   | 82             | Porteur de la bombe                          |
| The Great Artiste | Major Charles Sweeney                  | 89             | Instruments de mesure de l’explosion         |
| Necessary Evil    | Capitaine George W. Marquardt          | 91             | Observation et prise de vues du bombardement |
| Big Stink         | Premier Lieutenant Charles F. McKnight | 90             | Avion de réserve, stationné à Iwo Jima       |

## Équipage

### Mission à Hiroshima

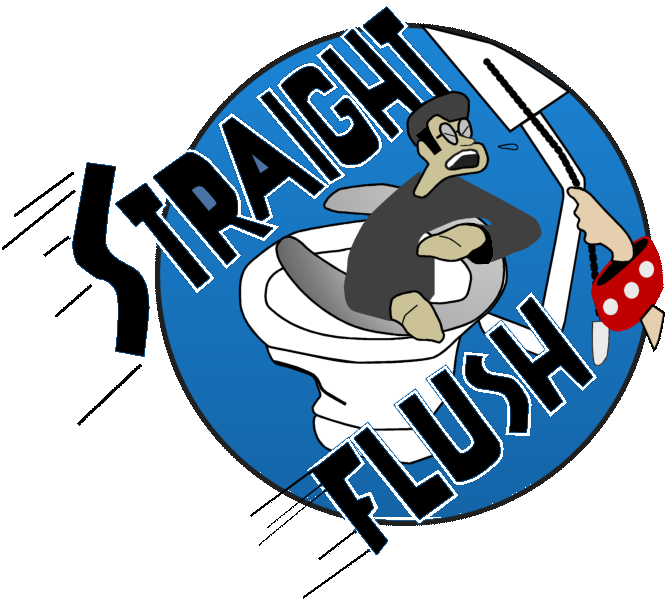
Nose art du Straight Flush.

À son bord, le Straight Flush compte neuf membres d'équipage :
- Capitaine Claude Eatherly : pilote et commandant de l'avion[A 13] ;
- Second Lieutenant Ira Cecil Weatherly Jr : copilote[A 14] ;
- Second Lieutenant Frank K. Wey, Jr : bombardier[A 15] ;
- Capitaine Francis D. Thornhill : navigateur[A 16] ;
- Second Lieutenant Eugene S. Grennan : officier mécanicien navigant[A 17] ;
- Staff sergeant (en) Pasquale Baldasaro : opérateur radar[A 18] ;
- Sergeant Albert G. Barsumian : opérateur radar[A 19] ;
- Sergeant Gillon T. Niceley : mitrailleur de queue[A 20] ;
- Sergeant Jack Bivans : assistant officier mécanicien navigant[A 21].

## Fin de carrière
Pendant la Seconde Guerre mondiale, le Straight Flush effectua onze missions d'entrainement et six missions de combat, dont celle du bombardement d’Hiroshima.
Le 509th Composite Group n’a perdu aucun homme ni aucun avion, que ce soit lors des entraînements ou en situation de combat, tout au long de la Seconde Guerre mondiale.
En juin 1948, le Straight Flush est affecté au 97th Operations Group (en) du Strategic Air Command, à la base aérienne Biggs (en), au Texas.
Un an plus tard, il est transféré au 4002nd Base Services Squadron, également du Strategic Air Command, à la base aérienne de Campbell Field (en), dans le Kentucky.
En octobre 1949, le Straight Flush est ensuite affecté au 43rd Air Mobility Operations Group (en) toujours dans le Strategic Air Command à la Davis-Monthan Air Force Base, en Arizona.
L'appareil connut encore plusieurs autres transferts, puis en mai 1953, il fut affecté au Wright-Patterson Air Force Base, où il demeura jusqu'en juin 1953.
Après son passage au Wright-Patterson Air Force Base, le B-29 fut transféré au Dugway Proving Ground, dans l’Utah, pour des essais de munitions chimiques.
En novembre 1953, l'appareil fut retiré de l'inventaire de l’United States Air Force,.
Pendant les trente années suivantes, il resta sur le site de Dugway Proving Ground, servant de véhicule d’essai au sol pour tester différents types d’armes chimiques.
Finalement en 1983, l’appareil fut transféré au Hill Aerospace Museum (en), après avoir passé avec succès tous les tests chimiques requis,.
Cet appareil est conservé dans le cadre du programme de préservation du patrimoine de l'US Air Force.